# Колинсвил (Мисисипи)
Колинсвил (енгл. Collinsville) насељено је место без административног статуса у америчкој савезној држави Мисисипи.

## Демографија
По попису из 2010. године број становника је 1.948, што је 125 (6,9%) становника више него 2000. године.
| Група             | 2000.         | 2010.         |
| Белци             | 1.555 (85,3%) | 1.628 (83,6%) |
| Афроамериканци    | 228 (12,5%)   | 255 (13,1%)   |
| Азијати           | 7 (0,4%)      | 14 (0,7%)     |
| Хиспаноамериканци | 24 (1,3%)     | 37 (1,9%)     |
| Укупно            | 1.823         | 1.948         |